# Transvaalse Volkslied
Le Transvaalse Volkslied (hymne national du Transvaal en néerlandais et en afrikaans) était l'hymne national de la république sud-africaine du Transvaal (Zuid-Afrikaansche Republiek).
Les paroles et musiques de l'hymne ont été composées en 1875 par Catharina Felicia van Rees, soit plus de 20 ans après l'indépendance de la république boer.

## Paroles
| Version officielle en néerlandais | Version en afrikaans | Version traduite en français |
| --- | --- | --- |
| Kent gij dat volk vol heldenmoed En toch zo lang geknecht? Het heeft geofferd goed en bloed Voor vrijheid en voor recht Komt burgers! laat de vlaggen wapp'ren Ons lijden is voorbij Roemt in de zege onzer dapp'ren Dat vrije volk zijn wij! Dat vrije volk, dat vrije volk Dat vrije, vrije volk zijn wij! Kent gij dat land zo schaars bezocht En toch zo heerlijk schoon Waar de natuur haar wond'ren wrocht En kwistig stelt ten toon? Transvalers! laat ons feestlied schallen Daar waar ons volk hield stand Waar onze vreugdeschoten knallen Daar is ons vaderland! Dat heerlijk land, dat heerlijk land Dat is, dat is ons vaderland! Kent gij die Staat, nog maar een kind In 's werelds Statenrij Maar toch door 't machtig Brits bewind Weleer verklaard voor vrij? Transvalers! edel was uw streven En pijnlijk onze smaad Maar God die uitkomst heeft gegeven Zij lof voor d'eigen Staat! Looft onze God! looft onze God! Looft onze God voor land en Staat! | Ken jy die Volk vol heldemoed en tog so lank verkneg Hy het geoffer goed en bloed vir Vryheid en vir reg Kom burgers! laat die vlae wapper Ons lyding is verby Roem in die sege van onse dapp'res 'n Vrye volk is ons! 'n Vrye volk, 'n Vrye volk 'n Vrye, Vrye volk is ons! Ken jy die land so min bekend en tog so heerlik skoon Waar die natuur haar wonders skenk en kwistig stel ten toon Transvalers! Laat ons feeslied galm waar vas ons volk moet staan waar onse vreugdeskote g'knalt Daar is ons vaderland! 'n Heerlik land, 'n Heerlik land Dit is, Dit is ons vaderland! Ken jy die staat, nog maar 'n kind in wêrelds statery maar tog deur magtig Brits bewind weleer verklaar as vry Transvalers! edel was ons strewe en pynlik onse smaad maar God wat uitkoms het gegewe sy lof vir eie staat loof onse God! loof onse God! loof onse God vir land en staat! | Connaissez-vous une nation héroïque, si longtemps opprimée ? Elle sacrifia ses biens et son sang Pour la liberté et la justice. Allons citoyens, brandissez vos drapeaux Notre souffrance est terminée; Remerciez la victoire de nos héros : Nous sommes la nation libre ! La nation libre, la nation libre Nous sommes une nation libre ! Connaissez-vous ce pays si rarement exploré Et déjà si merveilleux ; Que la nature a créé, Dans toute sa luxuriance ? Transvaalers, chantons notre hymne ! Que notre nation s'est forgée, Que nous saluons, C'est notre terre natale ! Le pays merveilleux, le pays merveilleux C'est cela, c'est notre pays natal ! Connaissez-vous cet État, encore jeune au rang des autres États, Que la Grande-Bretagne a déclaré libre ? Transvaalers ! Noble était notre combat, Et douloureuses nos peines, Mais Dieu a été notre sauveur, Remerciez-le pour notre État ! Prions notre Dieu, prions notre Dieu ! Prions notre Dieu pour la terre et l'État ! |